# Зиновий Поппетров
Архимандрит Зиновий Поппетров е изтъкнат български възрожденски духовник, просветен деец и революционер, архимандрит.

## Биография

### Ранни години
Роден е със светското име Захарий на 12 август 1838 година в село Враня стена, Радомирско, в семейството на отец Петър и презвитера Велика. През ранните си юношески години Захарий е пастир на домашните овци и кози. На 14 година отива да учи в село Пенкьовци. През 1856 година, след свада със своя чичо, младият Захарий заминава за Рилския манастир, с което осъществява отдавнашното си желание да се учи. След близо две години, в 1858 година, по покана на хаджи Методий, Захари заминава за Ниш на служба в метоха на манастира. Там той изучава обща история и граматика при известния даскал Таса. През 1859 година се завръща в Рилския манастир и е подстриган за канонарх в същата година. Младият монах напуска манастира през 1860 г. след скарване със стареца Хаджи Методий и става помощник на берковския таксидиот отец Герман. Поради заболяване Захарий изоставя това свое занимание и е назначен за учител и църковен певец в село Прогорелец, където остава две години. През 1863/4 година, след неуспешно пътуване до Сърбия, Захари Поппетров се установява в град Видин. Там той се запознава с видинския владика Паисий.

### Духовник
Младият Захарий става |четец и певец в църквата на Добридолския манастир и през 1865 година е ръкоположен от владиката Паисий за дякон, като приема името Зиновий. През 1868 година младият дякон Зиновий постъпва в известното богословско училище на остров Халки с помощта на видинския владика. Скоро обаче напуска Халкидонската семинария и заминава за Белград и продължава образованието си в богословското училище като сръбски стипендиант.

### Революционер
В Белград Зиновий се запознава с дейци на българското националноосвободително движение – войводата Ильо Марков, Панайот Хитов, Васил Левски, Любен Каравелов, Димитър Общи.
След завършване на семинарията Зиновий Попетров е назначен за учител в Радомир – 1872 г. В същата година кюстендилски владика става бившият ловчански Иларион, на когото архимандрит Зиновий става наместник. Митрополитът дори го кани да стане негов викарен епископ, но Зиновий отказва.
Причината е активното му участие в подготовката на предвиденото за пролетта на 1876 година въстание. Включват се дори по-големите ученици, които правят патрони в училищния зимник. Но избухналото в Панагюрище и други селища Априлско въстание е жестоко потушено, а делото на революционния комитет в Радомир е предадено на турските власти от Саве Лобошки, Стоичко Новков, Стойне Егълнички и Васе Житушки. Започват преследвания, сплашвания, арести от страна на поробителите. Заловени са Георги Жаблянски, Коте Стрехарски, Златко Калищки и много други. След преминаването на руските войски през Дунава и навлизането им в България архимандрит Зиновий и други негови съмишленици са заподозрени като противници на османската власт. Зиновий с още 17 души от Радомир са арестувани през есента на 1877 година и откарани в затвора в София, където остават до 23 декември 1877 година, когато руснаците влизат в града.
Отец Зиновий се включва в четата на Ильо Марков, когото среща в София. Няколко дена по-късно четата се насочва към Радомир и Кюстендил. При Перник четниците се разделят, една част остават в село Бела вода, а архимандрит Зиновий стига сам до Радомир.
След около три дена в Радомир пристига кавалерия начело с подп. Задерновски. Комендантът от I Ескадрон Занковски е определен за привременен управител на Радомир. Архимандрит Зиновий и отец Йоаникий са изпратени в София, за да снабдят с оръжие новосъздадената полиция (януари 1878 г.).
По това време Кюстендил все още е зает от турците. В Кюстендилско действат четите на Ильо войвода и на Симо Соколов от Грознатовци. Заедно с подп. Задерновски отец Зиновий стига в София, където се присъединяват към батальон гвардейци и се отправят към Кюстендил. Съвсем скоро градът е освободен.
В Радомир започва организирането на гражданската администрация, съставя се временно правителство. За окръжен началник е определен щабският капитан Владимир Дельсал. Той организира градски, съдебен и окръжен съвет, както и полицейски пристав. Отец Зиновий е определен за преводач и надзирател на административната организация.
Останалите години от живота си архимандрит Зиновий Поппетров посвещава на учителска и просветителска дейност.
Умира на 24 март 1911 година в София.
Днес името му носи начално училище в Радомир.